# Phaedrotoma travancorensis
Phaedrotoma travancorensis är en stekelart som först beskrevs av Fischer 1966.  Phaedrotoma travancorensis ingår i släktet Phaedrotoma och familjen bracksteklar. Inga underarter finns listade i Catalogue of Life.